# Sd.Kfz. 10
Le Sd.Kfz. 10 (Sonderkraftfahrzeug 10) était une autochenille utilisée par l'armée allemande au cours de la Seconde Guerre mondiale. Il pouvait transporter huit hommes et tracter des canons antichars. Il en fut produit environ 17 000 exemplaires entre 1937 et 1944. Le concept sur lequel se basait le véhicule fut réutilisé pour créer le Sd.Kfz. 250.

## Historique
L'armée allemande disposait d'un tracteur chenillé lourd : le  Sd.Kfz. 9 qui pesait 18 tonnes. Sa masse étant jugée trop élevée pour certains usages, la Wehrmacht décida de faire produire également un tracteur d’artillerie plus léger : le Sd.Kfz.10 leichter zugkraftwagen 1 t. Sa conception fut confiée à la firme Demag (en) de Wetter. Le premier prototype sortit des chaînes en 1934 et le d7, premier modèle de série, en 1937. La production se poursuivit jusqu’en 1944, avec très peu d'évolutions.
Aucun des projets visant à le remplacer n’a abouti car ce modèle était parfaitement adapté à son rôle : tracter des armes légères d’infanterie et transporter le détachement de soldats (généralement 8 hommes) devant les servir. Les armes tractées étaient le canon antichar PaK 36 de 37 mm, l'obusier de 75 mm leIG 18, l'obusier de 150 mm SIG 33 ou encore des canons antiaériens légers et, plus tard, deux armes antichar, le PaK 38 de 50 mm et le PaK 40 de 75 mm. Ce véhicule a également servi de modèle à la série blindée Sd.Kfz. 250.
La production du Sd.Kfz.10 se faisait initialement dans deux centres principaux dont les Sauerwerke près de Vienne. En 1943, les Allemands la concentrèrent sur un seul centre : les Mechanische Werke de Cottbus. Le total des unités produites fut de plus de 17 000 véhicules. La grande majorité de ces unités servirent de tracteurs cependant, tels d'autres modèles de véhicules dans la Wehrmacht, des versions particulières furent affectées à d’autres tâches.
Les premières versions spéciales dérivent des spéculations sur le déroulement et la nature d’une éventuelle guerre à venir. Ce furent les Sd.Kfz.10/1,10/2 et 10/3 équipés pour faire face à une possible guerre chimique. Le premier de ces modèles était un véhicule de reconnaissance, les deux autres servaient à la décontamination et transportaient des produits d’épuration de l’atmosphère dans des bidons ou dans une citerne.
D'autres variantes, les Sd.Kfz.10/4 et Sd.Kfz.10/5, furent produites à très peu d'exemplaires. Elles portaient des canons à tube unique légers et antiaériens de 20 mm. Le Sd.Kfz.10/4 était équipé du 2-cm FlaK 30 et le Sd.Kfz. 10/5 du Flak 38 à la cadence de tir plus rapide. Ces canons servaient souvent contre des cibles au sol contrairement à la fonction initiale de ces canons qui étaient antiaériens.

## Variantes

### Sd.Kfz. 10
Il s'agit de tracteurs légers 1 t (Leichter Zugkraftwagen 1 t).

### Sd.Kfz. 10/1
Ils sont utilisés pour les détections de gaz chimiques.

### Sd.Kfz. 10/2
Ce modèle est spécialisé pour la décontamination de gaz chimiques.

### Sd.Kfz. 10/3
Cette variante vient en complément de la précédente : elle est équipée d'un réservoir de 500 litres et d'un système de pulvérisation pour la décontamination.

### Sd.Kfz. 10/4
Il est équipé d'un canon antiaérien 2-cm Flak 30.

### Sd.Kfz. 10/5
Il a la même fonction mais est équipé d'un canon antiaérien 2-cm Flak 38.